# موتيلين
الموتيلين هو هرمون ببتيدي يتكون من 22 حمضًا أمينيًا من عائلة الموتيلين، والذي يتم ترميزه في البشر بواسطة جين MLN. يتم إفراز الموتيلين بواسطة الخلايا الصماء يشار إليها أيضًا باسم الخلايا M، أوالخلايا الدقيقة الموجودة في بقع باير والتي توجد بكثرة في جيوب الأمعاء الدقيقة، وخاصة في الاثني عشر والصائم. يتم إطلاقه في الدورة الدموية العامة لدى البشر على فترات تبلغ حوالي 100 دقيقة أثناء الحالة بين الهضم، وهو العامل الأكثر أهمية في التحكم في الانقباضات المهاجرة بين الهضم، كما أنه يحفز الإطلاق الداخلي للبنكرياس الصماء. بناءً على تسلسل الأحماض الأمينية، لا يرتبط الموتيلين بالهرمونات الأخرى. بسبب قدرته على تحفيز نشاط المعدة، أطلق عليه اسم "موتيلين"، وبصرف النظر عن البشر، تم تحديد مستقبل الموتيلين في الجهاز الهضمي للخنازير والجرذان والأبقار والقطط، وفي الجهاز العصبي المركزي للأرانب.

## اكتشافه
تم اكتشاف الموتيلين من قبل جي سي براون عندما قام بإدخال محلول قلوي في الاثني عشر للكلاب، مما تسبب في تقلصات قوية في المعدة. توقع براون وآخرون أن القلويات يمكنها إما إطلاق محفزات لتنشيط النشاط الحركي أو منع إفراز الهرمون المثبط. قاموا بعزل بولي ببتيد كمنتج ثانوي من تنقية السيكريتين على كربوكسي ميثيل السليلوز. أطلقوا على هذا البوليببتيد اسم "موتيلين".

## تركيبته
يحتوي الموتيلين على 22 حمضًا أمينيًا ووزنه الجزيئي 2698 دالتون. في المستخلص من أمعاء الإنسان والبلازما، هناك نوعان أساسيان من الموتيلين. الشكل الجزيئي الأول هو البولي ببتيد المكون من 22 حمضًا أمينيًا. الشكل الثاني من ناحية أخرى، أكبر ويحتوي على نفس الأحماض الأمينية الـ 22 الموجودة في الشكل الأول ولكنه يتضمن نهاية طرفية كربوكسيلية إضافية.
تسلسل الأحماض الأمينية للموتيلين هو: فينيل ألاتين - فالين- برولين - إيزوليوسين - ثريونين - جلايسين - حمض الجلوتاميك- ليوسين - جلوتامين - أرجنين - ميثيونين - لايسين- أسبرجين.
تمت دراسة بنية وديناميكية هرمون الببتيد المعوي موتيلين في وجود ثنائيات الفوسفوليبيد المتساوية الخواص q = 0.5. تم تحديد بنية محلول الرنين النووي المغناطيسي للببتيد في محلول البيسيل الحمضي من 203 قيود مسافة مستمدة من NOE وستة قيود زاوية الالتواء العمود الفقري. تم تحديد الخصائص الديناميكية لناقل 13C α → 1H في Leu-10 للموتيلين المُسمى على وجه التحديد بـ 13C في هذا الموضع من خلال تحليل بيانات استرخاء المجالات المتعددة. يكشف الهيكل عن تكوين حلزوني ألفا منظم بين حمض الجلوماتيك-9 و لايسين-20. كما أن الطرف الأميني منظم بشكل جيد مع دورة تشبه دورة بيتا الكلاسيكية. تُظهر ديناميكيات الكربون13 بوضوح أن الموتيلين يتدحرج ببطء في المحلول، مع زمن ارتباط مميز لجسم كبير.

## إفرازه
إن كيفية تنظيم إفراز الموتيلين غير معروفة إلى حد كبير، على الرغم من أن بعض الدراسات تشير إلى أن درجة الحموضة القلوية في الاثني عشر تحفز إطلاقه. مع ذلك، فإنه عند درجة الحموضة المنخفضة فإنه يثبط النشاط الحركي للمعدة، بينما عند درجة الحموضة العالية يكون له تأثير تحفيزي. قد أظهرت بعض الدراسات التي أجريت على الكلاب أن الموتيلين يتم إطلاقه أثناء الصيام أو فترة ما بين الهضم، وأن تناول الطعام خلال هذه الفترة يمكن أن يمنع إفراز الموتيلين. كما وجد أن الحقن الوريدي للجلوكوز، والذي يزيد من إطلاق الأنسولين، يعمل أيضًا على تثبيط الارتفاع الدوري لموتيلين البلازما. كما أشارت دراسات أخرى أجريت على الكلاب أيضًا إلى أن الموتيلين يعمل كربيطة داخلية في آلية التغذية الراجعة الإيجابية لتحفيز إطلاق المزيد من الموتيلين. في الكلاب والقطط، يتم تحفيز إفراز الموتيلين بواسطة أيونات الهيدروجين «البروتونات» والدهون عندما يكون الحيوان في حالة "تغذية". مع ذلك، أثناء الصيام، يتم إطلاق الموتيلين بشكل دوري في المصل لبدء المرحلة الثالثة من المجمع الحركي المهاجر.

## وظيفته
الوظيفة الرئيسية للموتيلين هي زيادة مكون المجمع العضلي الكهربائي المهاجر لحركة الجهاز الهضمي وتحفيز إنتاج البيبسين. يُطلق على الموتيلين أيضًا اسم «مدبرة الأمعاء» لأنه يحسن التمعج في الأمعاء الدقيقة وينظف الأمعاء للتحضير للوجبة التالية. إن ارتفاع مستوى الموتيلين الذي يتم إفرازه بين الوجبات في الدم يحفز انقباض قاع المعدة والجزء السفلي منها ويسرع إفراغ المعدة، ثم يقوم بانقباض المرارة ويزيد من الضغط على العضلة العاصرة المريئية السفلية. تشمل الوظائف الأخرى للموتيلين زيادة إطلاق البوليببتيد البنكرياسي والسوماتوستاتين.

## منبهات الموتيلين
يعتبر الإريثروميسين والميتيمسينال والمضادات الحيوية ذات الصلة بمثابة ناهضات غير ببتيدية للموتيلين، وتستخدم أحيانًا لقدرتها على تحفيز الحركة المعدية المعوية. في حالة الإريثروميسين، يكون وسيطه النصفي، والذي يتكون بعد تناول جرعة عن طريق الفم في بيئة ذات درجة حموضة منخفضة في تجويف المعدة، هو الذي يؤثر بشكل مباشر على مستقبل الموتيلين. إن إعطاء جرعة منخفضة من الإريثروميسين من شأنه أن يحفز التمعج، مما يوفر دعماً إضافياً للاستنتاج القائل بأن إفراز الموتيلين يحفز هذا النمط من الحركة المعوية وليس نتيجة له. مع ذلك، فإن بعض خصائص الإريثروميسين، بما في ذلك النشاط كمضاد حيوي ليست مناسبة لدواء مصمم للاستخدام المزمن طوال حياة المريض.
تعتمد الأدوية الجديدة المشتقة من الموتيلين على الإريثروميسين، ولكن قد تصبح هذه الفئة من الأدوية غير ضرورية. تتشارك مستقبلات إفراز هرمون النمو في 52% من الحمض النووي الخاص بها مع مستقبلات الموتيلين، ويمكن لمحفزات هذه المستقبلات، والتي تسمى الغريلينات، أن تسبب تأثيرات مماثلة لمحفزات الموتيلين. كاميسينال هو أحد مضادات الموتيلين قيد التطوير. يؤدي تناول إكسيليتول أيضًا إلى زيادة إفراز الموتيلين، والذي قد يكون مرتبطًا بقدرة إكسيليتول على التسبب في الإسهال.

## الببتيدات ذات الصلة
تم العثور على هذا المجال أيضًا في هرمون الغريلين، وهو هرمون يفرزه هرمون النمو الذي تصنعه الخلايا الصماء في المعدة. يعمل هرمون الغريلين على تحفيز مستقبلات إفراز هرمون النمو في الغدة النخامية. تختلف هذه المستقبلات عن مستقبلات هرمون إطلاق هرمون النمو، وبالتالي، توفر وسيلة للتحكم في إطلاق هرمون النمو النخامي بواسطة الجهاز الهضمي. يتميز الإريثروميسين عن الميتوكلوبراميد في إفراغ المعدة بسبب عدم وجود آثار جانبية على الجهاز العصبي المركزي. لم تتم الموافقة عليه من قبل إدارة الغذاء والدواء لاستخدامه في إفراغ المعدة. كما يمكن استخدامه لمدة قصيرة للمرضى المصابين بداء السكري ولأولئك الذين يجب عليهم تنظيف المعدة لأي إجراء، بناءً على تقدير الطبيب مع فهم كامل أنه لم تتم الموافقة عليه من قبل إدارة الغذاء والدواء لهذا الاستخدام.